# Rational rod-sætningen
Inden for matematik angiver rational rod-sætningen hvilke mulige rationale rødder et polynomium med heltallige koefficienter kan have.
Sætningen siger at hvis det gælder at:
- a0, a1, a2 ... an er hele tal hvor a0 ≠ 0 og an ≠ 0
- p og q er hele tal, hvor q ≠ 0 og p/q er en uforkortelig brøk (dvs. p og q er indbyrdes primiske)
- p/q er en rod i polynomiet anxn + an-1xn-1 ... a0

Så gælder det at:
p går op i a0, og q går op i an.

## Anvendelse
Sætningen kan bruges til at afgøre om et polynomium med heltallige koefficienter har nogen rationale rødder, og i givet fald finde dem. Da sætningen giver restriktioner på tæller og nævner af fuldt forkortede rationale brøker som kan være rødder, kan alle muligheder for rationale rødder tjekkes for om de er rødder eller ej. På den måde kan alle rationale rødder findes eller det kan konstateres at der ikke er nogen rationale rødder. De eventuelt fundne rationale rødder kan faktoriseres ud af polynomiet så man får et nyt polynomium med de samme rødder som det oprindelige polynomium på nær de allerede fundne rødder.

### Tredjegradsligning
Den generelle tredjegradsligning
{\displaystyle ax^{3}+bx^{2}+cx+d=0}
med heltallige koefficienter har tre komplekse løsninger. Hvis det findes at der ikke er nogle rationale løsninger, vil den eneste måde at udtrykke løsningerne algebraisk på være at bruge kubikrødder. Men hvis der findes rationale løsninger, kan brug af kubikrødder undgås. Hvis præcis en rational løsning r findes, så kan (x - r) faktoriseres ud af tredjegradspolynomiet ved at bruge polynomiumsdivision. Så vil man ende med et andengradspolynomium hvis rødder kan findes med formlen for rødder i andengradspolynomier

## Bevis
Lad P(x) = anxn + an−1xn−1 + ... + a1x + a0 hvor a0, ..., an ∈ Z, og antag at P(p/q) = 0 for indbyrdes primiske p, q ∈ Z:
{\displaystyle P\left({\tfrac {p}{q}}\right)=a_{n}\left({\tfrac {p}{q}}\right)^{n}+a_{n-1}\left({\tfrac {p}{q}}\right)^{n-1}+\cdots +a_{1}\left({\tfrac {p}{q}}\right)+a_{0}=0.}
Hvis vi ganger med qn på begge sider, flytter det konstante led til højre side, og faktoriserer p uden for parentes på den venstre side, får vi:
{\displaystyle \qquad p(a_{n}p^{n-1}+a_{n-1}qp^{n-2}+\cdots +a_{1}q^{n-1})=-a_{0}q^{n}.}
Vi ser at p gange heltalsværdien i parentesen er lig med −a0qn, så p går op i a0qn. Men da p er indbyrdes primisk med q og dermed også til qn, må det gå op i produktets anden faktor a0.
Hvis vi i stedet flytter leddet med xn til den højre side, og faktoriserer q uden for parentes, får vi:
{\displaystyle \qquad q(a_{n-1}p^{n-1}+a_{n-2}qp^{n-2}+\cdots +a_{0}q^{n-1})=-a_{n}p^{n}.}
Og vi kan på tilsvarende vis konkludere at q må gå op i an.

## Eksempler

### Første
I polynomiet
{\displaystyle 2x^{3}+x-1}
vil enhver fuldt forkortet rational rod have en tæller som går op 1, og en nævner som går op i 2. Dvs. at de eneste mulige rationale rødder er ±1/2 og ±1. Da ingen af disse er rødder, er der ingen rationale rødder.

### Andet
I polynomiet
{\displaystyle x^{3}-7x+6}
vil de eneste mulige rationale rødder have en tæller der går op i 6, og en nævner der går op i 1. Så de eneste muligheder er ±1, ±2, ±3 og ±6. Af disse er 1, 2 og -3 rødder. Disse er alle polynomiets rationale rødder og dets eneste rødder, da et tredjegradspolynomium højst har 3 rødder.

### Tredje
Enhver rational rod i polynomiet
{\displaystyle 3x^{3}-5x^{2}+5x-2\,\!}
må være et af de 8 tal: ±1/1, ±1/3, ±2/1, ±2/3